# San Isidro (Nueva Ecija)
San Isidro ist eine philippinische Stadtgemeinde in der Provinz Nueva Ecija. 
San Isidro liegt zwischen Gapan City und Cabiao.

## Baranggays
San Isidro ist administrativ unterteilt in neun Baranggays.
- Alua
- Calaba
- Malapit
- Mangga
- Poblacion
- Pulo
- San Roque
- Cristo
- Tabon

## Geschichte
San Isidro war von 1850 bis 1917 Sitz der Provinzregierung der Provinz Nueva Ecija. 1896 fand ein „geheimer Marsch“ der Revolutionäre von Cabiao nach San Isidro statt, um die spanische Provinzregierung anzugreifen. Die philippinische Revolutionäre gingen Siegreich aus diesem Angriff hervor. Dieses Ereignis ist heute als Unang Sigaw ng Nueva Ecija („Erster Ruf von Nueva Ecija“) bekannt.
1899 wurde San Isidro kurzzeitig Sitz des Revolutionskongresses während der ersten philippinischen Republik, während die Regierung von Emilio Aguinaldo in Cabanatuan residierte, nachdem Malolos und Calumpit in der Provinz Bulacan von den US-Amerikanern erobert wurde. Frederick Funston plante gegen Ende des Philippinisch-Amerikanischen Krieges Aguinaldo in San Isidro gefangen zu nehmen, was ihm jedoch nicht gelang.
Das Wright Institute in San Isidro, das 1903 gegründet wurde, war eine der ersten Highschoolgründungen außerhalb von Metro Manila während der US-amerikanischen Herrschaft.